# Bolitoglossa palmata
Bolitoglossa palmata es una especie de salamandras en la familia Plethodontidae. Es endémica de Ecuador.
Su hábitat natural son los montanos húmedos tropicales o subtropicales. Según IUCN estado de conservación no reviste preocupación.